# La Sabana cordobesa
La Sabana o  Sabanas es una de las 7 subregiones del departamento colombiano de Córdoba. Está integrada por los siguientes municipios:
- Chinú
- Sahagún
- San Andrés de Sotavento
- Tuchín